# Maniac Cop III – Odznak mlčení
Maniac Cop III – Odznak mlčení je americký horor z roku 1993 režisérů Williama Lustiga a Joela Soissona. Scénář napsal Larry Cohen. Jde o sequel filmu Maniac Cop 2 z roku (1990).
Ve filmu hrají Robert Davi, Robert Z'Dar, Caitlin Dulany, Gretchen Becker, Paul Gleason, Jackie Earle Haley a další.

## Děj
Matt Cordell (Robert Z'Dar) byl sice v minulém filmu pohřben, ale jistý šaman ho pomocí černé magie vrátil zpět k životu. Šílený policista se tak potřetí vrací s jediným cílem – zabít každého, kdo mu přijde do cesty.

## Obsazení
| Robert Davi        | Sean McKinney     |
| Robert Z'Dar       | Matt Cordell      |
| Caitlin Dulany     | Dr. Susan Fowler  |
| Gretchen Becker    | Katie Sullivan    |
| Paul Gleason       | Hank Cooney       |
| Jackie Earle Haley | Frank Jessup      |
| Julius Harris      | Houngan           |
| Grand L. Bush      | Willie            |
| Doug Savant        | Dr. Peter Myerson |
| Robert Forster     | Dr. Powell        |

## Zajímavosti
- Joel Soisson převzal post režiséra, protože William Lustig od filmu odešel. V závěrečných titulcích byl však zapsán pouze Lustig.[1]
- Film se natáčel v Los Angeles.[2]

## Pokračování
- Maniac Cop (1988)
- Maniac Cop 2 (1990)